# K-535 Jurij Dołgoruki
K-535 Jurij Dołgoruki (ros. АПЛ "Юрий Долгорукий") – rosyjski okręt podwodny o napędzie atomowym typu Borei. Okręt przeznaczony do przenoszenia pocisków balistycznych klasy SLBM R-30 Buława. 
rosyjski okręt podwodny rakietowy projektu 955 Borei, będący jednym z nowoczesnych okrętów strategicznych Marynarki Wojennej Federacji Rosyjskiej 